# Mil Mi-24
Mil Mi-24 (NATO-rapporteringsnavn: "Hind") er en stor russiskbygget kamphelikopter og mindre troppetransporthelikopter produceret af Mil Moscow Helicopter Plant. Helikopteren har været i aktiv tjeneste siden 1972 i de sovjetiske flystyrker, dets efterkommere og over tredive andre lande verden over, og er stadig i tjeneste i Rusland i dag.

## Anvendelse
"Hind" er fusionen mellem to vigtige militærhelikopter-egenskaber. Her er både troppetransport, og flyvende kampvogn fusioneret sammen til en stor enhed. Samtidig er Hind ekstrem fleksibel, og ganske unik. Hind har ikke et NATO-modstykke, selvom det på et tidspunkt blev ment at Hind var en kopi af de tidligere Bell UH-1 Huey-helikoptere fra USA. Hind er snarere en kombination af Huey, som blev brugt til troppetransport, og en Bell AH-1 Cobra kamphelikopter der blev brugt som eskorte. Hind er et imponerende, solidt, og ekstremt velgennemtænkt stykke ingeniørarbejde. Dette bevidnes af helikopterens særegne egenskaber og enorme fleksibilitet på slagmarken.
Hind kunne i krig selv transportere ekstra ammunition i lastrummet. Det betød at besætningen efter at have brugt det omfattende arsenal der var monteret, selv kunne genlade med friske raketter, missiler, m.m. og atter deltage i kampen.
Hind var og er bygget til at modstå ekstrem kraftig beskydning. Dette måtte de afghanske oprørstropper sande i starten af 80'erne. Skroget på en Hind kan afværge beskydning med projektiler op til 23 mm, og glasset i cockpitterne er lavet til at modstå beskydning med op til 12,7 mm projektiler. Først da CIA begyndte at sælge Stinger-missiler til oprørerne blev oddsene ændret.
Der blev i mange år ment at Hinds stubvinger alene tjente det formål at være våbenplatforme. Men ud over dette tjener de også til opdrift. Ved flyvning over 300 km/t laver vingerne så meget opdrift at de bærer 1/4 del af helikopterens totale vægt. Dette giver yderligere topfart, og forbedret brændstoføkonomi ved hurtig flyvning.

## Udviklingshistorie
I begyndelsen af 1960-erne indså helikopterkonstruktøren Michail Mil at de mere mobile slagstyrker, som udvikledes under den kolde krig, krævede et modsvar i luften. Han forestillede sig en helikopter, som kunne transportere en skytteenhed og præsenterede sit forslag for forsvarsministeriet, som nedsatte et ekspertpanel. Det blev mødt med skepsis i Sovjetunionen, især den militære generalstab, men udviklingen i kamphandlingerne under Vietnamkrigen overbeviste den politiske ledelse om, at Mil havde ret. Derfor påbegyndtes en udvikling af en prototype med det af Mil foreslåede design. Den første flyvning blev gennemført den 19. september 1969, blot få måneder før Mils død 31. januar 1970. En hel del ændringer blev gennemført, inden konstruktionen var færdig til serieproduktionen, som startede i løbet af 1970.

## Brugere og kamphandlinger
Hind- programmet blev lanceret i 1972, og kom for alvor i tjeneste i den afghansk-sovjetiske krig (1979-89). Herefter begyndte Sovjetunionen at sælge dem, og de findes i dag i over 30 lande. I Iran-Irak-krigen (1980-88) blev de således brugt til luftkamp i en sådan grad at det siges at de iranske og irakiske helikopterpiloter stort set skrev lærebøgerne om luftkamp mellem helikoptere i samme grad som franskmænd, tyskere og briter skrev lærebogen om luftkamp mellem fastvingefly under første verdenskrig.
Hind findes i dag i mange lande, herunder Rusland, Polen, Ukraine, Tjekkiet, Afghanistan, samt større dele af Afrika og Mellemøsten.

## Hind i moderne tid

### Afghanistan
Under krigen mellem Sovjetunionen og oprørerne i Afghanistan anvendtes Mi-24 i stor skala mod Mujaheddin af både Den røde hær og de afghanske regeringsstyrker. Afghanske oprørere kaldte i 80'erne Hind for "Shaitan-Arba", direkte oversat: "Satans Karet", et navn der har hængt ved i mellemøstlige lande. I starten havde oprørerne ingen midler til at modstå angrebene, men efterhånden blev gasturbinerne påvirket af det hede og tørre klima, således at de ikke udviklede fuld effekt.
I filmene Rambo 2 og 3, samt "Red Dawn" er en SA-330 Puma helikopter tilføjet stubvinger og kanontårn for at ligne en Mil 24 Hind helikopter.
Til sammenligning er den nye danske redningshelikopter AgustaWestland AW-101 kun ganske få meter længere, og marginalt større end en Hind.